# Paulo Serafín
Paulo Fernando Serafin Callejas (Ciudad de México, México, 20 de abril de 1975). Es un Exfutbolista de fútbol mexicano que jugaba en la posición de defensa.

## Trayectoria
Tras un paso formativo con Ángeles de Puebla del Ascenso, debutó en el Atlante, en Primera División de México contra Celaya, el 12 de agosto del 2000. En el Torneo Apertura 2004 de México jugó con el Monterrey, hasta el Apertura 2008 que lo fichó el Puebla.
Culminó su carrera militando en el Indios de Ciudad Juárez al finalizar el Apertura 2011. 

### Clubes
| Club                     | País                | Año         | Partidos | Goles | Media |
| ------------------------ | ------------------- | ----------- | -------- | ----- | ----- |
| Ángeles de Puebla        | México              | 1999 - 2000 | 34       | 0     | 0     |
| Atlante FC               | México              | 2000 - 2004 | 74       | 8     | 0.11  |
| Club de Fútbol Monterrey | México              | 2004 - 2008 | 83       | 0     | 0     |
| Puebla Fútbol Club       | México              | 2008 - 2009 | 8        | 0     | 0     |
| Lobos BUAP               | México              | 2010        | 1        | 0     | 0     |
| Alacranes de Durango     | México              | 2010 - 2011 | 32       | 0     | 0     |
| Indios CF                | México              | 2011        | 13       | 0     | 0     |
| Total en su carrera      | Total en su carrera | 2000 - 2011 | 211      | 8     | 0.04  |